# Instituto Egipcio de Estudios Islámicos en Madrid
El Instituto Egipcio de Estudios Islámicos en Madrid (en árabe,  المعهد المصري للدرسات الإسلامية بمدريد Al-Maʿhad al-Miṣrī li-d-Dirāsāt al-Islāmiyya bi-Madrīd) es un centro cultural dependiente del Ministerio de Educación Superior de la República Árabe de Egipto, creado por el gobierno de ese país en 1950.
Su objetivo es fomentar la investigación en los campos de la cultura árabe, la andalusí y la hispana, así como la enseñanza de la lengua árabe y la difusión de la cultura egipcia: cine, literatura, etc. Es el decano de los centros culturales árabes de España y uno de los más importantes puntos de encuentro entre arabistas e hispanistas españoles y egipcios. Tiene una editorial y una publicación periódica, la Revista del Instituto Egipcio de Estudios Islámicos.